# Bocholt (Bélgica)
Bocholt es una localidad y municipio de la provincia de Limburgo en Bélgica. Sus municipios vecinos son Bree, Hamont-Achel, Kinrooi, Meeuwen-Gruitrode, Neerpelt y Peer, haciendo frontera al norte con los Países Bajos. Tiene una superficie de 59,3 km² y una población en 2019 de 13.110 habitantes, siendo los habitantes en edad laboral el 65% de la población.

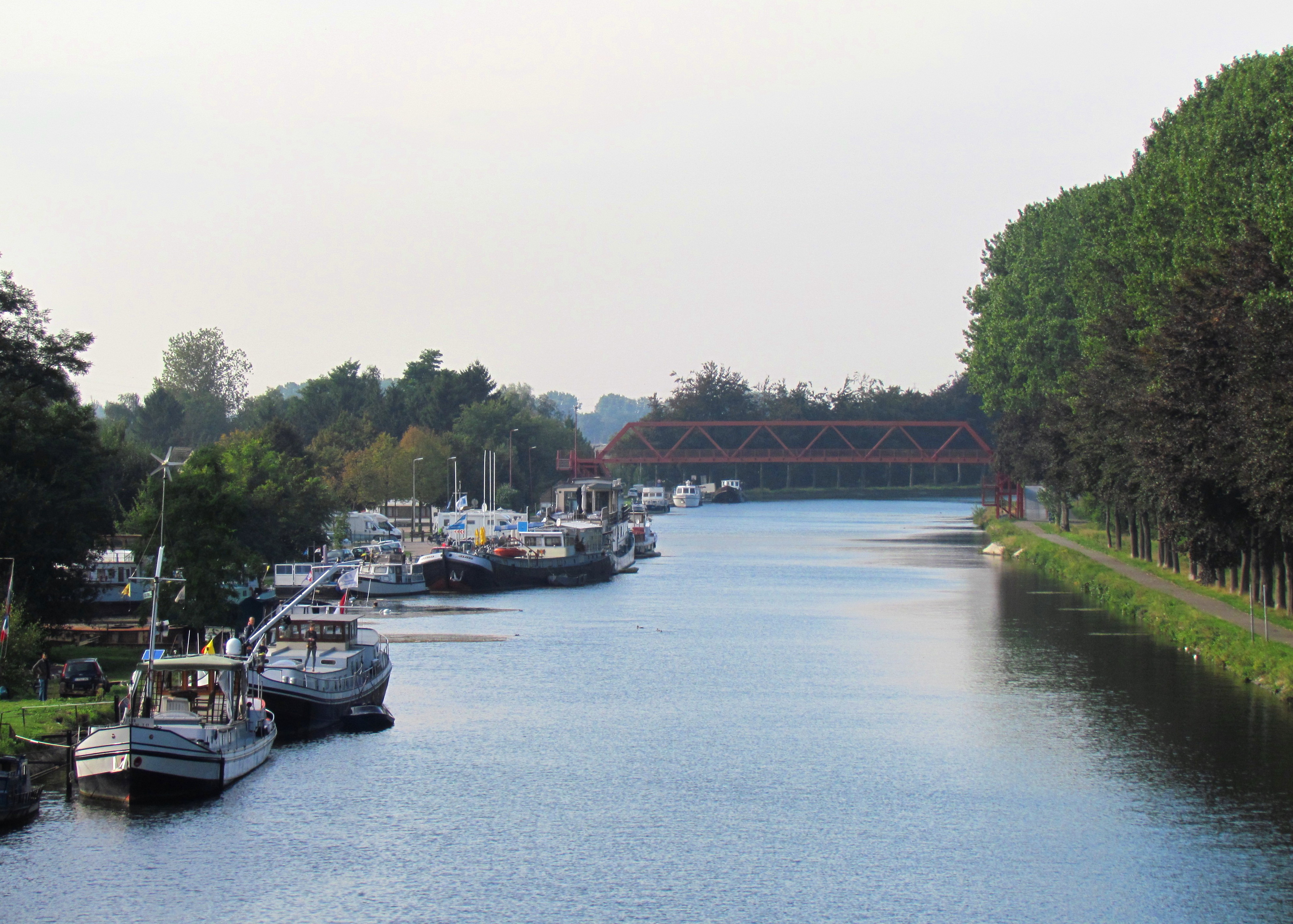
Puerto de Bocholt.

El municipio, situado junto al canal de Kempen, se formó por la fusión de tres antiguos municipios: Bocholt, Kaulille y Reppel.

## Demografía

### Evolución
Todos los datos históricos relativos al actual municipio, el siguiente gráfico refleja su evolución demográfica, incluyendo municipios después de efectuada la fusión el 1 de enero de 1977.
| Gráfica de evolución demográfica de Bocholt entre 1846 y 2020 |
|                                                               |

## Lugares de interés
- En Bocholt se encuentra el Priorato de Klaarland, de monjes trapenses.
- La empresa cervecera Martens, establecida en 1758, tiene la segunda capacidad de producción más alta de Bélgica, con 360 millones de litros de cerveza al año.
- Edificios importantes:
  - Iglesia de San Lorenzo.
  - Iglesia San Willibrord.
  - Molino de viento en Kaulille.
  - Molino de agua medieval en Reppel.

## Ciudades hermanadas
- Bocholt, en Alemania.
- Dryanovo, en Bulgaria.